# Кари Арнасон
Кари Арнасон, Каури Ауднасон (исл. Kári Árnason, род. 13 октября 1982 года, Гётеборг, Швеция) — исландский футболист, защитник исландского клуба «Викингур» и сборной Исландии.
Может играть как на позиции защитника, так и на позиции полузащитника.

## Клубная карьера

### Ранние годы
Родился в Швеции, в городе Гётеборг. Начал играть футбол в исландском клубе «Викингур», в котором он провёл пять лет своей карьеры. В 2004 году Кари подписал контракт и продолжил карьеру в шведском клубе «Юргорден». В 2005 году в составе клуба стал чемпионом Швеции, а также выиграл Кубок Швеции. В 2007 году подписал контракт с датским клубом «Орхус», где провёл два года. Также играл на правах аренды за клуб «Эсбьерг».

### «Плимут Аргайл»
Кари летом 2009 года был на просмотре в английском клубе «Плимут Аргайл», и после нескольких товарищеских матчей подписал контракт с клубом на один год. Дебютировал в клубе в августе 2009 года в матче против «Дерби Каунти». Сразу зарекомендовал себя и получил место в центре обороны первой команды. Свой первый гол забил 28 декабря 2009 года в матче против «Рединг». В январе 2010 года Кари продлил контракт с клубом на два года. Покинул клуб в июне 2011 года после разногласий с клубом по поводу зарплаты.

### «Абердин»
В июне 2011 года Кари поехал на просмотр в шотландский клуб «Харт оф Мидлотиан» во время межсезонных сборов клуба в Италии. Но клуб так и не предложил игроку контракт, и Кари пришлось ехать на просмотр в другой шотландский клуб «Абердин». Подписал контракт с «Абердин» 18 июля. Дебютировал в клубе 23 июля, в матче против «Сент-Джонстон». Свой первый гол за клуб забил 15 октября в победном матче против «Данди Юнайтед». 2 января 2012 года, в ответном матче «Дерби Новой Фирмы» против «Данди Юнайтед», Кари забил победный гол с 30 ярдов (27,4 метра). В декабре клуб предложил продлить контракт с Кари, но игрок отказался. Менеджер клуба Крейг Браун: «Мы сделали Кари исключительно хорошее предложение. Тем не менее, игрок считает, что он может заключить более выгодную сделку в другом месте».

### «Ротерем Юнайтед»
Кари перешёл в английский «Ротерем Юнайтед» в 2012 году. За клуб сыграл более 100 матчей. Большинство из которых он сыграл на обороне, остальные — в полузащите.

### «Мальмё»
По истечении контракта с «Ротерем Юнайтед», 29 июня 2015 года Арнасон подписал контракт с шведским клубом «Мальмё» на два с половиной года.

## Карьера в сборной
Кари был вызван в национальную сборную Исландии в марте 2005 года для игры против сборной Хорватии. Дебютировал четыре дня спустя против сборной Италии. Свой первый гол за сборную забил в октябре 2005 года в матче против сборной Швеции в стадионе «Росунда».
| #  | Дата            | Место                                 | Соперник | Голы | Результат | Турнир                    |
| -- | --------------- | ------------------------------------- | -------- | ---- | --------- | ------------------------- |
| 1. | 12 октября 2005 | Росунда, Стокгольм, Швеция            | Швеция   | 1:0  | 1:3       | Отборочный турнир ЧМ-2006 |
| 2. | 7 сентября 2012 | Лаугардалсвёллур, Рейкьявик, Исландия | Норвегия | 1:0  | 2:0       | Отборочный турнир ЧМ-2014 |

## Достижения

### «Юргорден»
- Чемпион Швеции: 2005
- Обладатель Кубка Швеции: 2005